# Гулямов Богдан Святославович
Богдан Святославович Гулямов (нар. 6 липня 1970, Дніпропетровськ) — український спортивний функціонер. Президент баскетбольного клубу «Будівельник». Протоієрей Православної церкви України. Заслужений працівник фізичної культури і спорту України.

## Життєпис
Богдан Гулямов народився 6 липня 1970 року у Дніпропетровську в сім'ї робітників. Закінчив дніпропетровську середню школу №12 з поглибленим знанням англійської мови та географії. Тоді ж почав займатися баскетболом у дитячо-юнацькій школі олімпійського резерву з баскетболу №5, яку закінчив 1987 року в званні кандидата в майстри спорту СРСР за перше місце в юнацькому чемпіонаті СРСР серед гравців 1969-70 років народження.
З 1987 року по 1992 рік — навчався у Дніпропетровському інженерно-будівельному інституті і закінчив факультет «Теплогазопостачання і вентиляції».
У листопаді 1987 року був учасником Відкритого чемпіонату Скандинавських країн в Гельсінкі, де його команда посіла перше місце. У 1990 році отримав звання майстра спорту СРСР.
Розпочав трудову діяльність в 1991 році в студентському проектно-конструкторському бюро. З липня 1999 року був провідним фахівцем із зовнішньоекономічних зв'язків в представництві компанії «Енерголінк Технолоджіз ЛЛС» в Києві.
У 1999 році був обраний Президентом Дніпропетровської обласної федерації тенісу. З 2003 року є головою дніпропетровської обласної громадської організації «Баскетбольний клуб „Дніпро“» і президентом жіночого баскетбольного клубу «Дніпро».
У січні 2009 року став президентом київського баскетбольного клубу «Будівельник». Під керівництвом Гулямова команда завойовувала Кубка УБЛ 2009 року, тричі здобувала чемпіонство України (2011, 2013, 2014), тричі є володарем Кубка України (2012, 2014 року, 2015) та доходила до півфіналу Кубка Європи УЛЄБ 2012/13.

### Духовний шлях
У 2011 році навчався на факультеті додаткової освіти Православного Свято-Тихонівського гуманітарного університету за програмою підвищення кваліфікації «основи православ'я». 
У січні 2017 року Гулямов був висвячений в сан диякона і призначений кліриком храму Святителя Іоанна Златоуста в селищі «Золоті ключі». 
26 листопада 2017 був висвячений в сан ієрея.
14 грудня 2018 року у відповідь на написане напередодні прохання отримав від Святійшого Патріарха Константинопольського Варфоломія Патріаршу Грамоту про прийняття до юрисдикції Вселенського Патріархату: «…ми прийшли до рішення через цю Патріаршу Грамоту прийняти Вас до юрисдикції нашого Святішого Апостольського і Патріаршого Вселенського Престолу, звільняючи від усякої відповідальності, або звинувачення, або іншого покарання, яке може бути накладене на Вас якимось церковним органом, і приймаючи все те, що Ви робили відповідно до своїх обов'язків».
15 грудня 2018 року як представник Вселенського Патріархату взяв участь в Об’єднавчому Соборі, на якому було ухвалено рішення про заснування Православної Церкви України та обраний її Предстоятель — Блаженнійший Митрополит Київський і всієї України Епіфаній (Думенко). 
7 січня 2019 року взяв участь в урочистих богослужіннях та заходах у Константинополі (Стамбулі), приурочених до надання Томосу про автокефалію Православній Церкві України. 
2018 року закінчив Харківську духовну семінарію і отримав базову вищу освіту за спеціальністю «православне богослов’я (теологія)» та здобув кваліфікацію бакалавра православного богослов’я (теології). 
У 2017–2019 роках отримав другу вищу освіту в магістратурі Національного педагогічного університету імені М.П.Драгоманова за освітньою програмою «Сучасне християнське богослов'я» та здобув ступінь вищої освіти магістр за спеціальністю «богослов», кваліфікацію «викладач богословських дисциплін».
З 2014 року був пошукачем кафедри культурології (з вересня 2018 року— богослов'я та релігієзнавства) НПУ імені М.П.Драгоманова. 
З вересня 2019 року — голова Редакційної ради та постійний автор журналу «Український церковний вісник Помісна Церква» – офіційного видання Київської Митрополії Православної Церкви України. 
У травні 2021 року захистив дисертацію «Християнський гуманізм соціальної доктрини Константинопольського патріархату» на здобуття наукового ступеня кандидата філософських наук (PhD) із спеціальності 09.00.14 — богослов'я. 

### Творча діяльність
Автор книги «Логос vs Матриця. Віра Церкви та гіпотеза симуляції». Книга сучасною мовою розповідає про два головних твердження християнства: вчення про Воплочення і вчення про Пресвяту Трійцю. Автор викладає християнське віровчення, спираючись на церковне Передання — біблійне і святоотцівське вчення, Символ віри та визначення Вселенських Соборів, літургічні тексти Православної Церкви, а також на наукові дослідження сучасних православних богословів та біблеїстів.
Постійний автор інтернет-видання «Лівий берег», де з 2019 року публікуються аналітичні тексти та публіцистика прот. Богдана Гулямова, присвячені актуальним проблемам церковного життя України. 

## Нагороди та звання
- Заслужений працівник фізичної культури і спорту України — за вагомий особистий внесок у вирішення питань соціального захисту дітей, створення сприятливих умов для всебічного розвитку кожної дитини, формування у дітей високих духовних і моральних якостей, високу професійну майстерність (21 травня 2008 року)[9]
- Орден преподобного Нестора Літописця УПЦ I ступеня (13 червня 2011)[1]
- Орден Святителя Миколи Чудоторца УПЦ (11 січня 2012)[1]
- Орден преподобного Іллі Муромця УПЦ II ступеня[1]
- Орден Святителя Мелетія (24 червня 2013)[1]
- Орден Святителя Миколи Чудотворця — За заслуги перед УПЦ і благодійністю (11 січня 2013)[1]
- Орден Святителя Феодосія Чернігівського УПЦ (10 червня 2015)[1]
- Орден Христа Спасителя УПЦ КП — за відродження духовності в Україні та утвердження Помісної православної Церкви (4 липня 2016)[1]
- Орден Святого Гроба (2018)[10]
- Медаль Харківської єпархії УПЦ святителя Афанасія (6 листопада 2017)[1]